# Bière d'abbaye
Les bières d'abbaye sont des bières faisant référence à la vie monastique ou à une abbaye particulière, en activité ou non.

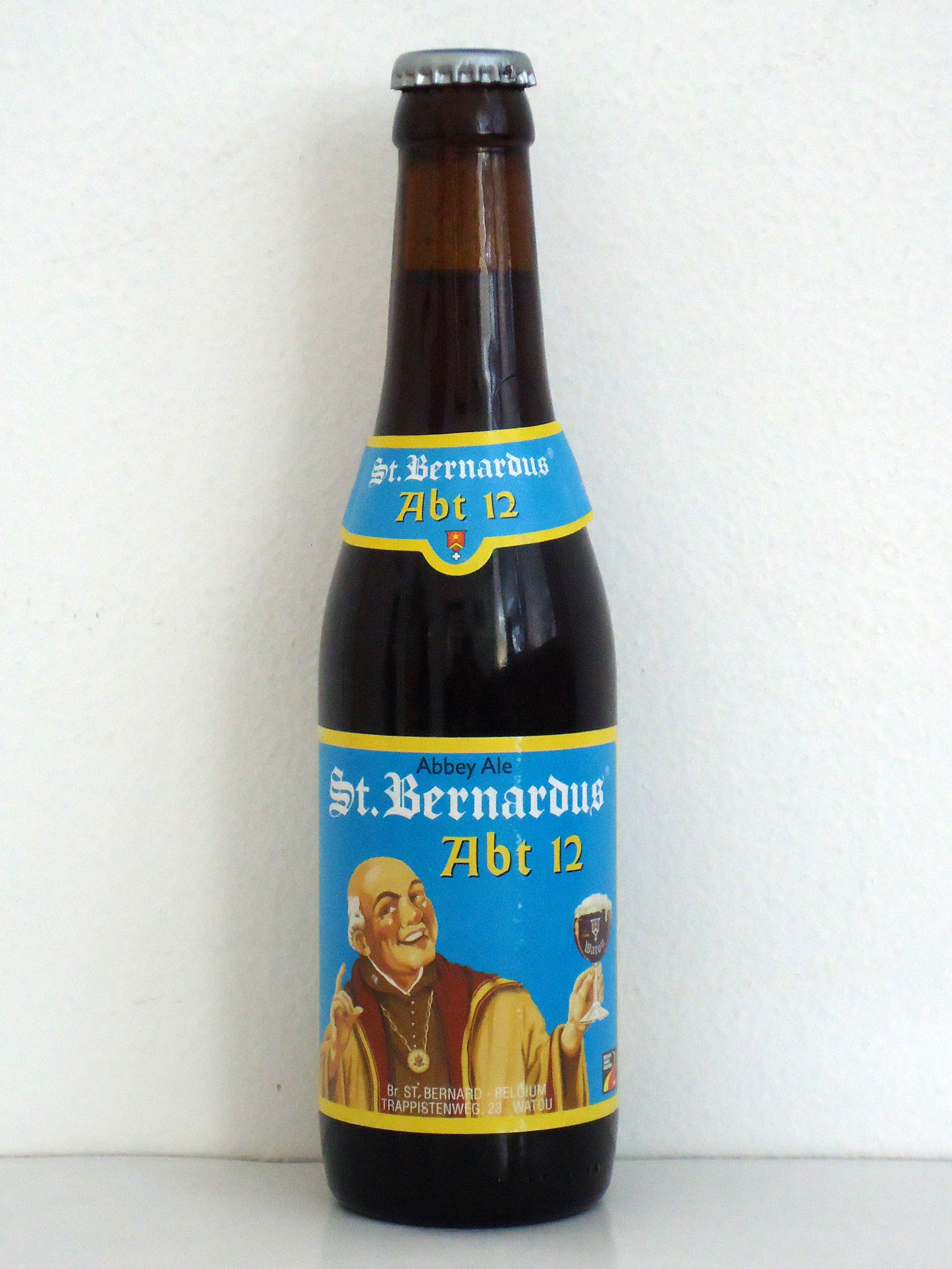
Bouteille de St. Bernardus, une bière d'abbaye belge (non-brassée dans une abbaye).

Parfois brassées jadis sur place par les moines, il peut s'agir aussi d'une licence délivrée à un brasseur par une communauté monastique, ou de la référence à une abbaye disparue. Toutefois, quelques bières sont aujourd'hui encore brassées au sein d'une abbaye. C'est le cas pour les bières produites par les moines trappistes.
Plusieurs pays européens produisent des bières d'abbaye. Si la Belgique est le pays de référence en la matière, des bières d'abbaye sont aussi brassées en France, aux Pays-Bas, en Autriche et en Allemagne mais aussi aux États-Unis et au Canada.

## Allemagne
La brasserie de l'abbaye d'Andechs, abbaye bénédictine, est la seule brasserie monastique en Allemagne à produire de la bock.
La brasserie de l'abbaye de Weltenburg (de), abbaye bénédictine, serait la plus ancienne brasserie monastique encore en activité.
L'Ettaler Klosterbrauerei, appartient à l'abbaye d'Ettal (bénédictine) depuis 1900, après avoir été un temps détenue par d'autres propriétaires. La distribution est assurée par le groupe brassicole Bitburger qui détient une participation de la division Weißbier. 
L'abbaye de Plankstetten fait produire ses bières biologiques selon des recettes anciennes par la brasserie de Riedenburg (de). 
La Paulaner est une bière d'origine trappiste, aujourd'hui propriété de la brasserie allemande Brau Holding International (en).
La Weihenstephan serait la plus ancienne bière au monde, et est produite sur le lieu de l'ancienne abbaye de Weihenstephan par une brasserie détenue par le land de Bavière.

## Autriche
L'Autriche comptait entre 2012 et 2023 une bière trappiste (label ATP) : l'Engelszell.

## Belgique
Dans le contexte brassicole belge, le terme bière d'abbaye désigne généralement un type de bière comportant plusieurs variétés. Ces bières sont souvent de fermentation haute.
Trois catégories de bières d'abbaye belges sont répertoriées.

### Bières belges d'Abbaye reconnues
Un peu plus de vingt marques de bières d'abbaye sont labellisés Bière belge d'Abbaye reconnue. Ce logo destiné à stopper les abus des marques commerciales sur la dénomination abbaye, certifie que la brasserie :
- a un lien avec l'abbaye dont l'existence est ou a été reconnue
- reverse des royalties destinées au financement d’œuvres caritatives ou culturelles en vue de préserver le patrimoine culturel de l’abbaye et liées à l’abbaye ou à une institution si l’abbaye n’existe plus
- laisse un droit de regard à l’abbaye ou l’institution existante sur la publicité et globalement sur l'utilisation du nom de l'abbaye[4].

Les plus connues sont les bières d'abbayes de prémontrés la Leffe, la Grimbergen et la Floreffe, celles de bénédictins la Maredsous et l'Affligem, et celles de cisterciens l'Abbaye d'Aulne et la Val-Dieu.

### Bières trappistes
Les bières trappistes (label ATP) sont des bières d'abbaye brassées par ou sous contrôle des moines trappistes (cisterciens réformés au xviie siècle), dans le respect des critères définis par l'Association trappiste internationale. Il existe plusieurs marques de bières trappistes en Belgique : Chimay, Orval, Rochefort, Westmalle et Westvleteren.

### Autres bières d'abbaye
On compte une trentaine de marques de bières belges avec la mention Bière d'Abbaye mais ne pouvant arborer le logo Bière belge d'Abbaye reconnue.
Parmi celles-ci, on peut citer :
- Abbaye de Boneffe (Brasserie de Tubize)
- Abbaye de Cambron (Brasserie de Cambron)
- Abbaye de Gembloux  (Brasserie Lefebvre pour l'Association Générale des Étudiants-Université Gembloux Agro-BioTech (propriétaire de la marque),
- Abbaye de Malonne (Brasserie Lefebvre et Brasserie La Binchoise)
- Abbaye de Oudkerken (Brasserie Lefebvre)
- Abbaye de Saint-Amand (Brasserie de Brunehaut)
- Abbaye des Rocs (Brasserie de l'Abbaye des Rocs)
- Abbaye de Villers (Brasserie de l'Abbaye de Villers-la-Ville)
- Abbaye d'Heylissem (Brasserie du Val de Sambre)
- Abbaye du Park (Brasserie Haacht)
- Abbaye de la Cambre (Brouwerij Anders!)
- Augustijn (Brasserie Van Steenberge)
- Brogne (Abbaye de Brogne)
- Corsendonk (Brasserie du Bocq)
- Florival (Brasserie Affligem)
- Guldenberg (Brasserie De Ranke)
- Kapittel (Brasserie Van Eecke)
- Merveilleuse de Chèvremont (Val-Dieu)
- Pater Lieven (Brasserie Van Den Bossche)
- Paix-Dieu (Brasserie Caulier)
- Sint-Bernardus (Brasserie Sint-Bernardus)
- Sint-Gummarus (Brasserie Cornelissen)
- Sint-Thimoteus (Brasserie De Block)
- St Benoît (Brasserie du Bocq)
- Tripel Karmeliet (Brasserie Bosteels)
- Witkap Pater (Brasserie Slaghmuylder)

## Canada
- La Pistoloise Double (Le Caveau des Trois-Pistoles, Trois-Pistoles, Québec)
- La Pistoloise Triple (Le Caveau des Trois-Pistoles, Trois-Pistoles, Québec)
- La Picarde  (Le Caveau des Trois-Pistoles, Trois-Pistoles, Québec)
- La Trois-Pistoles (Unibroue, Chambly, Québec, propriété de Sapporro, Hokkaido, Japon)
- La Fin du Monde (Unibroue, Chambly, Québec, propriété de Sapporro, Hokkaido, Japon)
- La Dominus Vobiscum (Charlevoix, Québec)
- Simple Malt Blonde d'Abbaye d'Oka (Brasseurs illimités, St-Eustache, Québec)
- Simple Malt Dubbel (Brasseurs illimités, St-Eustache, Québec)
- Simple Malt Tripel d'Abbaye d'Oka (Brasseurs illimités, St-Eustache, Québec)
- Mons (Belgh Brasse situé à Amos au Québec)
- Rigor Mortis Abt

## États-Unis
Les États-Unis comptent depuis 2013 une bière trappiste (label ATP) : la Spencer, dont le brassage s'est arrêté en 2022.

## France

### Bières de communautés religieuses françaises
- Mont des Cats qui est la seule bière à être commercialisée par une abbaye trappiste française : l’abbaye du Mont-des-Cats à Godewaersvelde (Nord). Cependant elle ne porte pas le logo délivré par l'Association trappiste internationale puisqu'elle n’est pas brassée près de l’abbaye du Mont des Cats mais à l’abbaye de Scourmont à Chimay (Belgique).
- Abbaye Saint-Wandrille (bénédictins) à Saint-Wandrille-Rançon (Seine-Maritime). Elle commercialise en 2016 la première bière d'abbaye produite et brassée en France[5],[6]. Cette bière est à mi-chemin entre la bière ambrée et la bière blonde. Elle est produite uniquement avec du houblon et des céréales cultivés en France[7].
- Abbaye de Lagrasse (chanoines réguliers) à Lagrasse (Aude). Elles sont lancées mi-2023[8],[9].
- Abbaye de Boulaur (cisterciennes) dans le Gers. Elles sont lancées à l'été 2023[10].
- Abbaye de Solignac (bénédictins) à Solignac (Haute-Vienne). Elles sont lancées mi-2024[11],[12].
- Bière de Belval de l’abbaye de Belval (cisterciennes trappistines) à Troisveaux (Pas-de-Calais). Elle est lancée en 2013[13],[14].

### Autres bières d’abbaye
Parmi les autres bières d'abbaye françaises, on peut citer :
- Abbatiale de Saint-Amand, de la brasserie des Sources à Saint-Amand-les-Eaux (Nord)[15] ;
- Abbaye de Clairmarais à Clairmarais (Pas-de-Calais), bière artisanale lancée en 2019[16] ;
- Abbaye de Crespin, bière d’abbaye des supermarchés Aldi lancée en 2016[17],[18] ;
- Abbaye de Montbenoît, de la micro-brasserie Sâdjē lancée mi-2023 à Montbenoît (Doubs) ;
- Abbaye de Vaucelles, de la brasserie de Vaucelles aux Rues-des-Vignes (Nord) ;
- Abbaye de Vauclair, bière d'abbaye des supermarchés Lidl en France lancée en 2016[19] ;
- [20] ;
- Alveringem, bière d’abbaye des supermarchés E.Leclerc lancée en 2011[21];
- Bière d'Abbaye de la brasserie de Champigneulles, brasserie lorraine[22] ;
- Saint-Bertin, de la brasserie de Saint-Omer (Pas-de-Calais)[23] ;
- Saint-Landelin, bière de la brasserie Goudale (Pas-de-Calais)[24] ;
- Wendelinus (en référence à saint Wendelin) de la brasserie alsacienne Meteor.

## Italie
En 2008, les moines bénédictins de Cascinazza, à Buccinasco (banlieue de Milan) ont ouvert leur micro brasserie,.
En 2012, les moines bénédictins de l'Abbaye Saint-Benoît-du-Mont de Nursie ouvrent une brasserie. Leurs bières sont commercialisées sous la marque « Birra Nursia ».
L'Italie compte depuis 2015 une bière trappiste (label ATP): la Tre Fontane.

## Pays-Bas
Outre ses deux marques de bières trappistes avec label ATP (La Trappe, et Zundert jusqu'en 2025), les Pays-Bas comptent les bières d'abbaye suivantes :
- Capucijn Abdij Bier
- Dominus